# Lerrain
Lerrain – miejscowość i gmina we Francji, w regionie Grand Est, w departamencie Wogezy.
Według danych na rok 1990 gminę zamieszkiwały 424 osoby, a gęstość zaludnienia wynosiła 34 osób/km² (wśród 2335 gmin Lotaryngii Lerrain plasuje się na 645. miejscu pod względem liczby ludności, natomiast pod względem powierzchni na miejscu 451.).

## Współpraca
Miejscowość partnerska:
- Walhain, Belgia